# Tsukasa Hosaka
Tsukasa Hosaka (Kofu, 3. ožujka 1937.) japanski je nogometaš.

## Klupska karijera
Igrao je za Furukawa Electric.

## Reprezentativna karijera
Za japansku reprezentaciju igrao je od 1960. do 1964. godine. Odigrao je 19 utakmica.
S japanskom reprezentacijom Tsukasa Hosaka je igrao na Olimpijskim igrama 1964.

## Statistika
| Japan  | Japan | Japan |
| Godina | Nast. | Gol.  |
| ------ | ----- | ----- |
| 1960.  | 1     | 0     |
| 1961.  | 6     | 0     |
| 1962.  | 6     | 0     |
| 1963.  | 5     | 0     |
| 1964.  | 1     | 0     |
| Ukupno | 19    | 0     |

## Vanjske poveznice
- National Football Teams
- Japan National Football Team Database